# Бучин проход
Бучин проход е село в Западна България. То се намира в Община Костинброд, Софийска област.
До 1934 година селото се нарича Бучино дервент.

## География
Село Бучин проход се намира в планински район. Отстои на 38 километра от София. Към селото се включват 16 махали. През селото протича Искрецка река.
Главната част на селото се намира между два високи гористи хълма, разположени на север и на юг от него. Най-високите части на тези хълмове са открити и оттам човек може да се наслади на красив нископланински пейзаж. Могат да се видят множество планини, между които Витоша, Люлин и Стара планина. Един поглед на запад, от северния хълм, носещ загадъчното име „Свракара“, разкрива величието на връх Бучина острица, който се отличава от околните меки възвишения със своя строг и заострен вид. Има различни подходи към него, които минават през трудно проходими гори, обитавани от различни видове диви животни, сред които се срещат глигани, вълци и лисици. От самия връх, на югозапад, се вижда и реброто на Чепън планина.
На север от Свракара, над махалата Манастирище, се извисява и билото Върхаро, от което при ясно време, на югоизток се виждат Рила, Витоша, Люлин и част от Софийското поле, а на северозапад – старопланинското било Козница и връх Ком. На югозапад се открояват връх Бучина Острица и Чепън планина, а на североизток – източната част на западна Стара планина.
През селото минава Ломско шосе, от което самите махали почти не се виждат, полускрити от двете му страни между зеленина, хълмове и долове.

## Културни и природни забележителности
Паметник на загиналите за Родината.
Всяка година на „Света Троица“ в селото се изнася събор.
Местните жители разказват, че името на селото е произлязло от характерната за района трънлива растителност.
Така човек, който върви сред полетата отвъд хълмовете, няма начин да не се „набучи“ на някой остър трънак...
Също казват, че някога край село Бучин проход имало такава гъста гора, та като духне вятър, бученето ѝ се чувало донякъде си и затова нарекли това място Бучино, от бучене. Изглежда, че по това време не всеки е имал куража да мине през Бучинския проход, защото през 1886 година двама софийски доктори – Георги Золотович и Унтирберг, които един след друг били пращани до село Бов, за да дадат медицинска помощ на неколцина пострадали при разбойническо нападение, стигнали с файтон до Бучино и се върнали назад, като се оправдали, че не могли да отидат до Бов затова, че „щом тръгнеш от Бучино нататък, ще почнеш един ужасно голям баир, който мъчно може да се мине за един ден. Като изминеш тоя баир, на върха на който трябва да преспиш, защото там ще замръкнеш, ще почнеш посред едни страшни усои и пропасти един невъзможен път. Пътят се пресича от водопад, под който бездруго трябва да минеш и в който повечето пътници са се удавили. Ако сполучиш да минеш водопада жив и здрав, тогава ще навлезеш в една гъста, почти девствена гора, пълна с вълци, които като бесни се нахвърлят върху злочестите пътници. С една дума страшно и невъзможно е да се мине през Бучино за Бов...“
Тази случка най-добре е описана в личния дневник на тогавашния министър-председател на Княжество България-Стефан Стамболов (7 декември 1886 г. стр.76), който се възмущава от страхливостта на докторите, нарича ги сибарити и кариеристи, които не искат да си развалят комфорта, за да изпълнят обязаностите се. И с право се възмущава, защото страхотиите на Бучинския проход доста са преувеличени от докторите, не са били пречка от дълбока древност през това място да минават натоварени със стока кервани чак от Констонтинопол и Рим. Още тогава край прохода възникнало селище, а по околните височини били построени крепости за защитата му от нашественици. През всичките тези години Бучинският проход се е явявал най-удобният път за маневриране на войските през Западна Стара планина и поддържане на пощенски и търговски връзки на Юга с Мизия и дунавските селища и крепости.
След нашествието на османските войски тукашното население, изложено на безчинствата на минаващите през прохода войски, са пръснати из непристъпните околности и така се образуват сегашните махали. Край пътя имало само ханове, в които отсядали на почивка търговци, керванджии, аскерски и башибозуци началници. След Освобождението село Бучин проход е център на община, а известно време тук е седалището на началника и на съдията на Искрецка околия, в която, както пише Иречек, живее най-първобитната част от българското население. В Бучин проход пощенска станция от 1884 г. Оттук през 1923 г., на път за Северна България минават Георги Димитров и Васил Коларов.
Сега село Бучин проход е кметство в състава на община Костинброд, но населението му е значително намаляло. Някога училището е било прогимназиално и в него са учили повече от двеста деца не само от Бучин, а и от Дръмша, Дреново, Цръклевци, Понор и Манастирище.
Друга интересна случка е, че за прегазено куче Цар Борис III е глобен 500 лв.
„В един есенен ден на 1922 г. младият български монарх потегля с кола за земеделския събор в Своге. Той сяда зад кормилото но своя пакард, а шофьорът му се настанява зад него. Когато минават през село Бучин проход, се чува странен шум. Нещо издрънчава, но царят не му обръща внимание и продължава напред. От селската поща излиза началникът ѝ Михаил, вижда подминаващия пакард и проснатото на пътя безжизнено ловджийско куче. Бързо се свързва по телефона с колегата си в Своге и го моли, щом въпросната кола тръгне на обратно, да му позвъни, за да поиска обезщетение за кучето си от недобросъвестния шофьор. Подир обяд от Своге съобщават, че пакардът е потеглил към Бучен. За по-голяма тежест началникът взема със себе си кметския наместник Стоил Младенов и отец Никола. Поставя и дълга греда напряко на пътя. Тримата започват да чакат появата на автомобила. Най.после пакардът се задава. Пред гредата шофьорът се вижда принуден да удари спирачките. Началникът на пощата се приближава към колата и му заявява, че на идване е прегазил любимото му ловджийско куче. Отговорът е „Прощавайте. Не съм забелязал, че е станала такава беля. Аз самият съм ловец и мога да си представя каква е загубата ви.“ „Загубата ми струва 500 лв. – изтърсва Михаил. Шофьорът заявява, че е съгласен да прати сумата, но тъй като няма в себе се толкова пари, ще я изпрати с пощенски запис.
Пощенският началник видял номера на колата, имал и двама свидетели и за това оставил нарушителя да се замине.
Когато пакардът се скрива зад първия завой, кметският наместник обяснява на приятеля си, че шофьорът е бил цар Борис III. След няколко дни в пощата пристига запис за 500 лв., изпратен от двореца.“